# Мадира Бич (Флорида)
Мадира Бич (енгл. Madeira Beach) град је у америчкој савезној држави Флорида. По попису становништва из 2010. у њему је живело 4.263 становника.

## Демографија
Према попису становништва из 2010. у граду је живело 4.263 становника, што је 248 (5,5%) становника мање него 2000. године.
| Група             | 2000.         | 2010.         |
| Белци             | 4.305 (95,4%) | 3.924 (92,0%) |
| Афроамериканци    | 12 (0,3%)     | 37 (0,9%)     |
| Азијати           | 26 (0,6%)     | 44 (1,0%)     |
| Хиспаноамериканци | 107 (2,4%)    | 185 (4,3%)    |
| Укупно            | 4.511         | 4.263         |